# Bridge Sollers

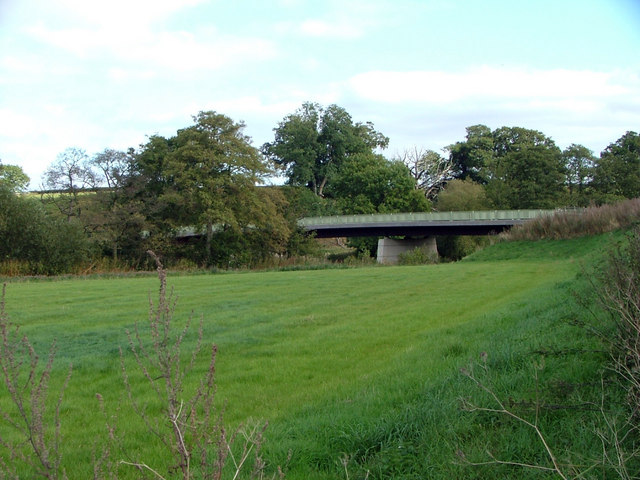
most w Bridge Sollers

Bridge Sollers – wieś w Anglii, w hrabstwie Herefordshire. Leży 10 km na zachód od miasta Hereford i 199 km na zachód od Londynu.